# Cryptelytrops venustus
Cryptelytrops venustus este o specie de șerpi din genul Cryptelytrops, familia Viperidae, descrisă de Vogel 1991. Conform Catalogue of Life specia Cryptelytrops venustus nu are subspecii cunoscute.